# Ремзи (Њу Џерзи)
Ремзи (енгл. Ramsey) град је у америчкој савезној држави Њу Џерзи.

## Демографија
По попису из 2010. године број становника је 14.473, што је 122 (0,9%) становника више него 2000. године.
| Група             | 2000.          | 2010.          |
| Белци             | 12.846 (89,5%) | 12.391 (85,6%) |
| Афроамериканци    | 112 (0,8%)     | 94 (0,6%)      |
| Азијати           | 840 (5,9%)     | 964 (6,7%)     |
| Хиспаноамериканци | 420 (2,9%)     | 866 (6,0%)     |
| Укупно            | 14.351         | 14.473         |